# Омбасира
Омбасира (яп. 御柱) — фестиваль, проводящийся раз в шесть лет в районе озера Сува в префектуре Нагано, Япония. Целью фестиваля является символический ремонт храма Сува-тайся.  Фестиваль Омбасира проводится на протяжении 1200 лет. Проводится один раз в шесть лет, в годы Обезьяны и Тигра китайского календаря, однако местные жители могут сказать «раз в семь лет», из-за традиционного японского обычая включать текущий год при подсчёте продолжительности времени. Омбасира длится несколько месяцев, и состоит из двух сегментов, Ямадаси и Сатобики. Ямадаси традиционно проходит в апреле, Сатобики проводится в мае. «Ямадаси» буквально означает «выходит из горы». Перед этой частью фестиваля вырубаются огромные деревья в ходе церемонии синто при помощи топоров и тёсел, специально изготовленные для одноразового использования. Брёвна оформляют в красных и белых регалиях, это традиционные цвета синтоистских церемоний, и крепятся на верёвки. Во время Ямадаси команды мужчин едут вниз на брёвнах с горы к четырём святыням Сува-тайся. Всего должно быть доставлено 16 брёвен. Такая езда является травмоопасной, нередки летальные исходы. 

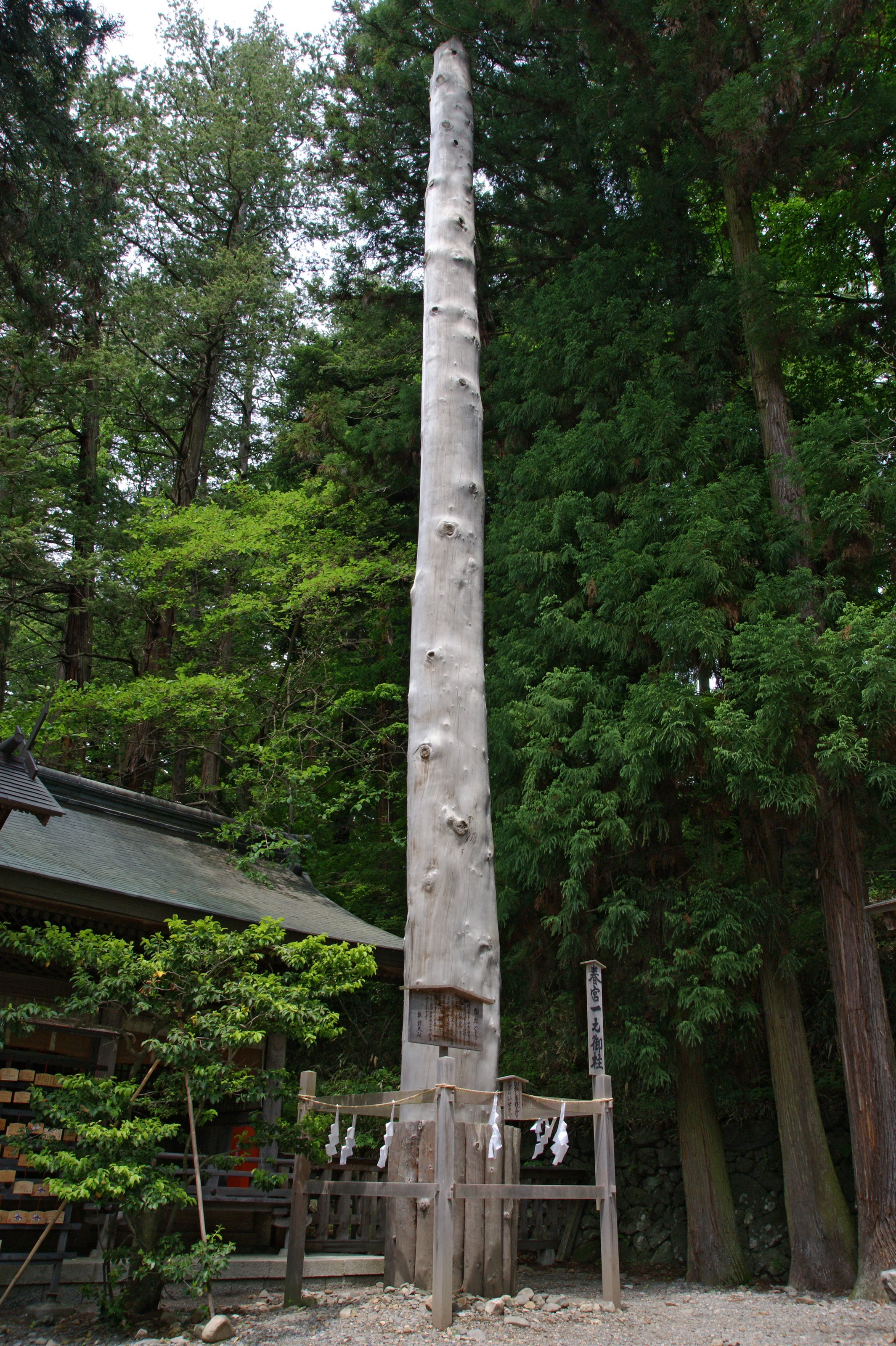
Поднятое бревно в Сува-тайся

Курс брёвен идёт по неровной местности, и в определённых точках брёвна могут скатиться или упасть вниз по крутым склонам. Молодые люди доказывают свою храбрость, проезжая на брёвнах вниз по склону. Эта церемония называется «Ги-отоси». Фестиваль «Сатобики» включает в себя символическое размещение новых брёвен для поддержки фундамента святыни. Брёвна торжественно поднимает группа людей, которые несли брёвна и ездили на бревне, и поют с вершины бревна сообщить об успешном поднятии. Эта церемония была выполнена в рамках церемонии открытия Зимней Олимпиады в Нагано в 1998 году. После двух фестивалей проходит важное событие «строительство Ходен». Это событие не так известно даже среди людей, которые живут рядом и участвовали в Ямадаси и Сатобики, и мало кто знает о проведении данного мероприятия. Конец этого события знаменует окончание фестиваля Омбасира.